# Young Americans for Freedom
Young Americans for Freedom (YAF) (en español: Jóvenes Estadounidenses por la Libertad), es una organización sin ánimo de lucro (OSAL) 501(c)(3) que lleva a cabo tareas de activismo juvenil, ideológicamente conservadora que se fundó en 1960 como una coalición entre los conservadores tradicionales y los libertarios en los campus universitarios estadounidenses. YAF es una organización sin ánimo de lucro 501(c)(3) y una filial de la organización Young America's Foundation. Los propósitos de la YAF son promover políticas públicas consistentes con la Declaración de Sharon, que fue adoptada por los jóvenes conservadores estadounidenses, en una reunión celebrada en la casa de William F. Buckley Jr., en Sharon, Connecticut, el 11 de septiembre de 1960. Si bien la década de 1960 fueron sus años más exitosos en términos de números e influencia, la YAF ha experimentado un resurgimiento en los últimos años, convirtiéndose en una organización nacional activa con capítulos en los campus universitarios de los Estados Unidos. La publicación oficial de la YAF es The New Guard, la nueva guardia.

## Historia

### Primeros años
Los historiadores han documentado la volatilidad dentro de la YAF durante sus primeros años como una coalición de conservadores y libertarios. 
Kenneth Heineman escribió: 
"La propia YAF sufrió conflictos internos. En 1969, la organización se dividió en facciones rivales e irreconciliables".
Gregory L. Schneider afirmó: 
"A mediados de la década de 1970, YAF sufría de un liderazgo débil basado en facciones y personalidades más que en habilidades".  
Jerome Tuccile añadió: 
"La segunda facción de rebeldes consistía en libertarios radicales, la mayoría de ellos pertenecientes a la alianza libertaria de Karl Hess, este contingente estaba interesado en separarse por completo de la YAF".
Rebecca E. Klatch escribió: 
"Un joven libertario quemó su tarjeta de reclutamiento en el piso de la convención y el público allí presente se convirtió en una multitud enojada, finalmente se purgó a los libertarios de la YAF, la facción libertaria salió de la reunión".

### Activismo conservador nacional 1960-1965
En septiembre de 1960, unos 90 jóvenes se reunieron en la casa de William F. Buckley, Jr. en Sharon, Connecticut. Se reunieron para sentar las bases de una nueva organización juvenil conservadora nacional. Es aquí donde nació Young Americans for Freedom, y fue donde se redactó su declaración de principios, la Declaración de Sharon. La revista New Guard hizo su debut como revista oficial de la YAF en 1961. En los primeros cuatro años de su existencia, la YAF creció rápidamente en los campus universitarios. Ronald Reagan se unió a la junta asesora nacional de la YAF en 1962 y durante 42 años se desempeñó como presidente honorario. En la década de 1960, el Partido Republicano se dividió entre su ala conservadora, dirigida por Barry Goldwater, y su ala más liberal, dirigida por Nelson Rockefeller. Los miembros de YAF se pusieron de lleno del lado de Goldwater y encabezaron la campaña de Barry Goldwater para presidente. Algunos miembros simpatizaban con los conservadores demócratas sureños conocidos como Dixiecrats. Desde sus inicios, la YAF fue no partidista. El 7 de marzo de 1962, una manifestación conservadora patrocinada por la YAF llenó el Madison Square Garden de la ciudad de Nueva York, y atrajo a 18.000 personas. Entre ellos asistió Barry Goldwater, el evento ha sido descrito como el cumpleaños del movimiento conservador.
La segunda convención nacional de la YAF se llevó a cabo en 1963 en el Hotel Gault en Florida, y contaba con la asistencia de más de 450 delegados con derecho a voto. La dirección del hotel en el hotel Gault se negó a alojar a Don Parker, un delegado afroamericano de Brooklyn. Cuando se corrió la voz entre los miembros de la YAF presentes, varios delegados y muchos otros comenzaron a reunirse en el vestíbulo, exigiendo que el Hotel Gault permitiera que todos los miembros de la YAF negros se quedaran, y que el hotel cambiara su política de segregación racial o en caso contrario la YAF se mudaría y celebraría la convención en otro sitio. A partir de ese día se permitió la entrada al Hotel Gault a los ciudadanos afroestadounidenses. En 1964, la YAF era una fuerza importante en la campaña para nominar a Goldwater, y luego, después de su nominación, para elegirlo presidente. La carrera de Goldwater por la Casa Blanca catalizó a la YAF más que cualquier otro evento en su historia. 
Lee Edwards, ex-editor de New Guard, dijo: 
"Barry Goldwater hizo la YAF, pero la YAF también hizo a Barry Goldwater."
La derrota masiva de Goldwater en las elecciones presidenciales de 1964 desmoralizó a muchos miembros. 
"Detener el comercio rojo" se convirtió en un sello distintivo durante más de 50 años de historia de la YAF. Diversas empresas como IBM, Mack Trucks y Firestone, fueron el objetivo de la YAF por participar en el comercio con el antiguo Bloque del Este. La YAF detuvo con éxito el intento de Firestone de construir una planta de caucho sintético en la República Popular de Rumania, mediante campañas de envío de cartas, boicots y manifestaciones. El plan de la YAF de distribuir 500.000 volantes en las 500 Millas de Indianápolis fue visto como una clave para la decisión de los ejecutivos de Firestone de cancelar sus planes rumanos en abril de 1965. 
La YAF enfrentó la oposición de grupos como el partido nazi estadounidense, debido a la presencia de hebreos en la organización y su estrecha relación con homosexuales como el judío Marvin Liebman. La mayoría de los miembros también se mantuvieron alejados de políticos segregacionistas como George Wallace y de grupos defensores de la teoría de la conspiración, como la Sociedad John Birch. YAF concedió al senador de Carolina del Sur Strom Thurmond el premio a la libertad en 1962.

### Reacción al activismo radical, 1965-1971
El liberalismo y el radicalismo dominaron los campus desde mediados de la década de 1960 hasta principios de la década de 1970, principalmente como resultado del Movimiento por los Derechos Civiles y la Guerra de Vietnam. Aunque superada en número, la YAF pasó a la ofensiva contra las organizaciones radicales de izquierda al desafiar y refutar a grupos como Estudiantes por una Sociedad Democrática (SDS), y formaron un nuevo movimiento a favor de la victoria de los Estados Unidos en la Guerra de Vietnam. Estas luchas llevaron a la YAF a su segunda década. Los miembros de la YAF tendían a tener opiniones similares a sus compatriotas mayores dentro del movimiento conservador. La YAF inició y continuó una serie de proyectos para apoyar a los veteranos de Vietnam y sus causas. "Project Appreciation" brindó a los miembros de la YAF la oportunidad de escribir, visitar y proporcionar los suministros necesarios para los veteranos hospitalizados. La YAF trabajó en varios temas de prisioneros de guerra (POW) y desaparecidos en combate (MIA). La actriz Jane Fonda se convirtió en el blanco de los ataques de la YAF. Una facción de la YAF extendió filosóficamente el apoyo tradicional del grupo al gobierno limitado en cuestiones económicas, a las cuestiones sociales, y a una política exterior de no intervencionismo. Este grupo llegó a ser conocido como libertarios.
Un desafío más serio y duradero para la YAF vino de este grupo, formado por aquellos que creían en un gobierno limitado como los libertarios. Los miembros libertarios de la YAF fueron purgados en la convención nacional de la YAF, celebrada en 1969 en San Luis, Misuri, los miembros de esta facción se encontraban entre los miembros fundadores del Partido Libertario de los Estados Unidos en 1971. La mayoría de los miembros durante esta era apoyaron la exitosa candidatura de Ronald Reagan a gobernador de California en 1966, así como su fallida candidatura a la nominación presidencial republicana en 1968.

### Política de promoción, 1971-1985
En la década de 1970, la YAF se hizo más mayor, demográficamente hablando. En lugar de simplemente organizar manifestaciones en el campus, se centraron en influir en la política nacional presionando, y ocasionalmente organizando y publicitando pequeñas manifestaciones. La YAF pasó a la ofensiva cuando el presidente Richard Nixon promulgó controles salariales, controles de precios, abandonó el patrón oro y abrió relaciones con la República Popular China comunista, cesando las relaciones con Taiwán. La YAF sintió que estaba abandonando los principios conservadores, por lo que YAF denunció públicamente a la administración por estos movimientos, convirtiéndose en la primera organización conservadora en hacerlo. Se iniciaron varios proyectos de la YAF, como los comités y los grupos afiliados, para abordar problemas específicos: Estos grupos incluyen Jóvenes por la Enmienda de Oración Voluntaria, el Comité de Estudiantes por el Derecho a Tener y Portar Armas, la Fundación Young America, el Servicio de Noticias del Campus, el Comité STOP-NSA, y el Comité Nacional de Estudiantes por la Victoria en Vietnam. Hoy algunas de estas organizaciones aún existen y continúan la lucha. En 1974, la YAF junto con la Unión Conservadora Estadounidense, patrocinó una reunión conservadora llamada Conferencia de Acción Política Conservadora (CPAC). Recientenente, la CPAC se ha convertido en la reunión anual conservadora más grande y todavía se lleva a cabo anualmente en el área de Washington D. C. En los campus universitarios, la YAF era más conservadora y menos partidista que los republicanos universitarios. Los miembros estaban dispuestos a oponerse a los candidatos liberales y apoyar a los candidatos conservadores independientemente de su afiliación partidista. Durante muchas contiendas locales y nacionales a lo largo de esta era, los miembros de la YAF estaban divididos sobre si apoyar a un candidato elegible moderadamente conservador, o apoyar a un candidato incondicionalmente conservador. La YAF apoyó el intento casi exitoso de Reagan de ganar la nominación presidencial republicana en 1976 y su carrera victoriosa por la presidencia en 1980. La Administración Carter fue un blanco fácil de la YAF, la organización estuvo activa y se opuso al Canal de Panamá y a los tratados SALT. La crisis de  los rehenes de Irán centró las críticas públicas hacia la administración Carter en 1979. La YAF llevó a cabo una campaña para enviar miles de cartas de aliento a los rehenes, y presionó a la administración para que tomara medidas. 
En 1980, un grupo de jóvenes conservadores tejanos formado por varios miembros de la YAF en Texas, se separó para fundar su propia organización. Desde entonces, la propia YAF nunca ha tenido una presencia importante en el estado. Ese mismo año, el amigo y asesor de la YAF desde hace mucho tiempo, Ronald Reagan, se convirtió en el cuadragésimo Presidente de los Estados Unidos. La elección de Reagan marcó el comienzo de la década conservadora. Miembros de la YAF de todo el país se movilizaron en apoyo de la agenda de Reagan. Muchos miembros de la YAF recibieron nombramientos de la administración Reagan. La YAF defendió enérgicamente a los funcionarios de la administración Reagan y los posibles candidatos que fueron blanco de la izquierda radical. Los miembros de la YAF apoyaron al secretario de trabajo Raymond Donovan, al secretario del interior James Watt, al juez de la Corte de Circuito Dan Manion, al nominado a la Corte Suprema Robert Bork y al teniente coronel Oliver North. 
A mediados de la década de 1980, muchos de los líderes de la YAF tenían treinta y tantos años y habían terminado la universidad. Algunos de ellos ocuparon cargos en el gobierno, mientras continuaban dirigiendo la organización como un grupo de cabildeo y recaudación de fondos para causas conservadoras. Al mismo tiempo, los problemas internos paralizaron a la jerarquía de la YAF. La junta nacional estaba controlada por abogados y cabilderos que se centraban en la recaudación de fondos. Esta era terminó con problemas financieros que llevaron a YAF a perder la mayor parte de sus activos.

### Activismo universitario: 1985-1990
Después de un colapso financiero, la mayoría de los miembros mayores pasaron a otras cosas, mientras que los miembros más jóvenes dominaron la YAF. Durante esta era, una nueva generación de activismo liberal y radical estaba creciendo en los campus universitarios, y los miembros comenzaron a centrarse en oponerse a estos movimientos. Este crecimiento fue más fuerte en California, donde los miembros organizaron protestas a favor de la ayuda a la contra nicaragüense, a favor de las políticas anticomunistas de Reagan, y en oposición a las Naciones Unidas. 
El énfasis en el activismo del campus se extendió gradualmente a todos los estados donde la YAF todavía estaba activa. En 1989, una alianza de activistas de California y Nueva York se hizo cargo de la mayoría de los asientos en la junta nacional. 

### Años de reconstrucción 1991-1999
Aunque la presencia nacional de la YAF fue laxa durante la década de 1990, ya que se enfocaban en revitalizar y reconstruir la organización, seguían existiendo focos muy activos de actividad de la YAF en todo el país, había capítulos de la YAF en los campus, y en las universidades estatales los miembros de la YAF se organizaban y operaban por su cuenta. En California la YAF continuó como una fuerza conservadora en los campus y en la arena política de ese estado. Muchos estados como Florida, Massachusetts, Míchigan, Pensilvania, Nueva York, Virginia y otros tenían capítulos activos en los campus. En 1991, la junta nacional de la YAF estaba compuesta por una mayoría de californianos, por primera vez un solo estado tenía la mayoría en la junta directiva. Sin embargo, este nuevo régimen se mostró incapaz de gestionar eficazmente la YAF como una entidad financiera y organizativa. La fuerza de su activismo fue destrozada por la Guerra del Golfo que comenzó en enero de 1991. La mayoría de los miembros consideraban que el expresidente George H. W. Bush no era suficientemente conservador, y consideraban peligrosa su retórica para justificar la guerra y el Nuevo Orden Mundial (NWO). Mientras los estudiantes de orientación conservadora en los campus de todo el país mostraban su apoyo al esfuerzo estadounidense contra la Invasión de Kuwait por parte de las Fuerzas Armadas Iraquíes lideradas por Sadam Huseín, algunos líderes de la YAF en esa época expresaron su oposición al esfuerzo de guerra, debido a ello se perdió la oportunidad de ampliar la membresía de la organización. 
En agosto de 1991, la YAF celebró su 16.ª Convención Nacional en Washington D. C. Los miembros de la YAF de todo el país se reunieron para reafirmar su compromiso con los principios conservadores y escucharon a oradores como William F. Buckley y al Secretario de Defensa Dick Cheney. Al año siguiente, el presidente nacional de la YAF, Jeff Wright, se reunió con el vicepresidente Dan Quayle, y entregó más de 40.000 peticiones en apoyo de su nombramiento como vicepresidente. 
Los miembros de la YAF se enfrentaron a Anita Hill en los campus universitarios de Estados Unidos. La YAF presionó a la Convención Nacional Republicana en 1992 para que continuara con su fuerte apoyo a los temas conservadores. En la Conferencia de Acción Política Conservadora de 1995, la YAF celebró un coloquio sobre la revolución. Los Jóvenes Estadounidenses por la Libertad se unieron en torno a oradores como el anciano fundador de la YAF, Howard Phillips, el congresista Robert Dornan, Joseph Sobran y otros oradores que motivaron a la multitud de jóvenes a continuar con el proyecto conservador de la YAF, para preservar la libertad. En 1997, Brian Park, director nacional y presidente estatal de la YAF en California, organizó el apoyo a los derechos de las tribus nativas americanas, cuando el gobernador Pete Wilson estaba invadiendo su soberanía tribal. En todos los periódicos importantes del estado de California se colocaron anuncios en los periódicos a página completa centrados en la resolución de la YAF de apoyar la soberanía tribal para presionar al gobernador, las negociaciones fracasaron y la histórica propuesta 5 se colocó en la boleta electoral en 1998. 
La YAF hizo un gran esfuerzo con los votantes para educar al público sobre los problemas de los nativos americanos, la medida fue aprobada abrumadoramente con un apoyo bipartidista del 62.4%  al 32,6%. La proposición 5 fue finalmente impugnada en los tribunales, la YAF presentó el caso ante la Corte Suprema del Estado en 1999. Aunque la YAF perdió, su trabajo legislativo ayudó a aprobar la proposición 1A en el año 2000. En 1998 se creó el hombre cigarro contra el Presidente Bill Clinton. Un miembro de la YAF vestido con un disfraz de cigarro siguió al presidente Clinton a varias funciones de recaudación de fondos para resaltar los logros presidenciales de Clinton. En los Premios de la Academia de 1999 en Los Ángeles, los miembros de la YAF apoyaron la decisión de la Academia de Cine de otorgar al famoso director Elia Kazan el premio a la trayectoria profesional. Frente a más de 600 activistas sindicales y otros izquierdistas, los miembros de la YAF continuaron con su manifestación pacífica a favor de Elia Kazan. Cuando la manifestación se volvió tensa, los miembros de la YAF se defendieron y ayudaron a la policía a detener a los violentos activistas de izquierda. 
Más tarde, en la década de 1990, la YAF volvió a una política de defensa nacional. La oficina nacional organizó campañas de petición y organizó una variedad de eventos para promover el punto de vista conservador sobre varios temas públicos.

### Resurgimiento 2000-2010
Los miembros de un capítulo de la YAF en la Universidad de Míchigan protestaron contra la acción afirmativa en Ann Arbor, Míchigan. En 2007, un capítulo de YAF en la Universidad Estatal de Míchigan, organizó una protesta contra una ley que ofrece protección contra la discriminación a las personas transgénero. Diez años después, Grant Strobl, presidente nacional de la YAF, dijo que el capítulo del estado de Míchigan no estaba autorizado y se había asociado con la YAF sin autorización.
A partir de 2009, Young Americans for Freedom ha organizado una serie de nuevos capítulos universitarios que se han añadido a las unidades ya existentes en los campus como en la Universidad Estatal de Pensilvania. En los campus universitarios, los capítulos de la YAF han participado en actividades que incluyen el patrocinio de oradores conservadores, mítines de apoyo a las fuerzas armadas, defensa del control estricto de la inmigración ilegal, manifestaciones y protestas contra la acción afirmativa.
En 2009, YAF, una coalición de grupos del Tea Party, asociaciones de bomberos y policías retirados, y Keep America Safe, organizaron la manifestación Never Forget 9/11, en la ciudad de Nueva York. La coalición se unió para luchar contra la decisión del fiscal general de los Estados Unidos, Eric Holder, de juzgar a los conspiradores del 11 de septiembre en un tribunal federal de la ciudad de Nueva York. La coalición afirmó que la decisión de Holder otorgaba a los presuntos criminales de guerra los mismos derechos que a los ciudadanos estadounidenses, y también dijeron que juzgar a los acusados en la ciudad de Nueva York pondría en peligro a toda la ciudadanía. La manifestación atrajo la atención de todo el país en referencia a la decisión de Holder y finalmente eso llevó al Departamento de Justicia y al gobierno de Barack Obama a celebrar el juicio fuera de la ciudad de Nueva York.

### Unificación con la Fundación Young America's
El 16 de marzo de 2011, Young Americans for Freedom aprobó una resolución de la junta nacional, unificando la organización Young America's Foundation con Young Americans for Freedom, el 1 de abril de 2011. Young America's Foundation ofrece a los estudiantes oradores, programas de activismo, conferencias y oportunidades para aprender  sobre los logros de Ronald Reagan al visitar su amado rancho, Rancho del Cielo, en Santa Bárbara, California.
Young America's Foundation ha traído a oradores como Ben Shapiro y David Horowitz para hablar ante grupos de universitarios republicanos estadounidenses, así como en diversos campus universitarios.
El 16 de mayo de 2011, Young Americans for Freedom se convirtió oficialmente en un proyecto de la Young America's Foundation. Los miembros de la junta de Young Americans for Freedom, en el momento de la unificación, pasaron a formar parte de una nueva junta de gobernadores recién formada. Los capítulos existentes de la YAF fueron traídos bajo los auspicios de la fundación. Hoy en día la unificación de ambas organizaciones ha concluido. Los capítulos actuales reciben una amplia variedad de materiales, capacitación, apoyo y estímulo basado en las décadas de activismo y experiencia de la YAF.

## Influencia
Desde su comienzo como una consecuencia de los esfuerzos para obtener la nominación republicana a vicepresidente por un candidato conservador en 1960, hasta su decidida campaña para asegurar que un vicepresidente conservador (Dan Quayle) fuera reelegido en 1992, la YAF ha sido un actor importante en la política estadounidense de los siglos XX y XXI. 
Karl Zinsmeister escribió lo siguiente sobre la YAF: 
"Los activistas conservadores que se organizaron por primera vez a través de la YAF a principios de la década de 1960, fueron la fuerza detrás del ascenso de Barry Goldwater, la elección de Ronald Reagan como gobernador de California, la toma del Partido Republicano por el ala liberal que lo controló durante décadas, la  elección de Ronald Reagan como presidente y la reversión del congreso al control republicano por primera vez en 40 años."
Aunque los miembros y los capítulos de la YAF participaron en muchos proyectos para influir en las políticas públicas y elegir a candidatos conservadores para el cargo, el liderazgo de la organización era consciente de que sus metas y objetivos eran a más largo plazo. La YAF estaba reclutando, capacitando y preparando a jóvenes para asumir roles aún más importantes en el futuro. La YAF generó muchos de los elementos organizativos del movimiento conservador del siglo XXI, y proporcionó el liderazgo y la mano de obra necesaria para construir esas publicaciones, organizaciones y fundaciones conservadoras. 
La YAF jugó un papel fundamental en el desarrollo de muchas de las nuevas organizaciones conservadoras que se establecieron en las décadas de 1960, 1970 y posteriores. Muchos estudiantes universitarios y adultos jóvenes activos en la YAF formaron nuevos grupos o se desempeñaron como personal importante en organizaciones conservadoras fundadas por otros.

## Filosofía
Desde su fundación, la YAF se identificó continuamente como conservadora. Sin embargo, el término conservador ha cambiado de significado durante varias generaciones. Antes de la Segunda Guerra Mundial, la mayoría de los conservadores estadounidenses no eran intervencionistas. Pero cuando la Guerra Fría comenzó a dominar la política exterior estadounidense, el viejo conservadurismo se desintegró. Después de que Robert A. Taft fuera derrotado en la nominación republicana en 1952, el conservadurismo no intervencionista desapareció en su mayor parte. En la década de 1950, surgió un nuevo tipo de conservadurismo.  Esta nueva ideología fue formulada en gran parte por el periódico Human Events, la revista National Review y su editor William F. Buckley Jr. Este nuevo conservadurismo combinó la economía de libre mercado, el respeto por los valores tradicionales, la sociedad ordenada y el anticomunismo. A fines de la década de 1960, el término libertarismo comenzó a usarse para una filosofía política. Muchos de los que popularizaron este término fueron inicialmente parte del movimiento conservador, pero llegaron a separarse de los conservadores en ciertos temas. Los libertarios dentro de la YAF creían, por ejemplo, que el reclutamiento militar era una violación de la libertad individual que la organización afirmaba abrazar. Para oponerse, estaban dispuestos a rechazar las leyes existentes contra la quema de tarjetas de reclutamiento y apoyaron a quienes huyeron a Canadá o pasaron a la clandestinidad cuando fueron reclutados para hacer el servicio militar. Los conservadores (o tradicionalistas como a veces se les llamaba) también se opusieron al proyecto que dirigió sus esfuerzos a cambiar la ley. 
Al final, se lograron los objetivos de ambos grupos y la YAF estuvo a la vanguardia de la campaña para poner fin al reclutamiento y crear un ejército voluntario. 
Después de 1969, la relación entre conservadores y libertarios en la YAF fue a menudo inestable.  La mayoría de los miembros se identificaron simplemente como conservadores, pero algunos se identificaron como conservadores y libertarios, y otros se identificaron simplemente como libertarios. De vez en cuando estallaban luchas de poder, cuando esto sucedía, los libertarios casi siempre terminaban perdiendo.
En años posteriores, el movimiento conservador fusionará nuevos puntos de vista, incluido el neoconservadurismo a principios de la década de 1970, la nueva derecha a finales de la década de 1970, y la derecha cristiana en la década de 1980. Algunos miembros de la YAF se identificaron con algunas de estas filosofías, otros se opusieron a ellas, y otros se contentaron con identificarse simplemente como conservadores sin mayor especificidad.